# José Morales Lemus
José Morales Lemus (Gibara, 1808-Nueva York, 1870) fue un abogado y revolucionario cubano.

## Biografía
Nació el 2 de mayo de 1808, alguna fuente dice que en la bahía de Nuevitas a bordo del buque en que llegaban sus padres de las islas Canarias. Otra autor lo hace nacido en Gibara. Fue bautizado en Holguín, donde comenzó sus primeros estudios, que continuó luego en el convento de San Francisco de La Habana y en la Universidad. Una herencia inesperada lo sacó de la pobreza y pasó a Puerto Príncipe, donde obtuvo el título de abogado en 1835, tras lo cual regresó a La Habana. Descrito como «abolicionista por convicción», participó en las tentativas de López en 1851 y en la conspiración de Pintó en 1855, razón por la que tuvo que exiliarse en los Estados Unidos. Fue uno de los redactores de El Siglo. En 1866 fue nombrado comisionado por Remedios para la Junta de Información a Cortes. Tras el inicio de la guerra de los Diez Años escapó a los Estados Unidos. En Nueva York se le nombró presidente de la Junta Cubana. Falleció el 23 de junio de 1870 en Nueva York y fue enterrado en el cementerio de Greenwood.